# Samolot płonie
Samolot płonie (ros. Горит самолет), film 1.24, film Koli – amatorski, krótkometrażowy film z miejsca katastrofy polskiego Tu-154 w Smoleńsku zarejestrowany telefonem komórkowym w dniu 10 kwietnia 2010 roku krótko po jej zaistnieniu, znany pod różnymi nazwami, stanowiący dowód rzeczowy w śledztwie w sprawie katastrofy, mający postać pliku w formacie MP4. 
Autor trwającego jedną minutę i dwadzieścia cztery sekundy nagrania podszedł blisko wraku samolotu Tu-154M nr 101, przy którym nie ma jeszcze służb ratowniczych. Film nakręcono między godz. 8:41:06 czasu polskiego (godz. 10:41:06 czasu moskiewskiego), gdy doszło do katastrofy, a godz. 8:55 czasu polskiego (godz. 10:55 czasu moskiewskiego), kiedy na miejsce przybyła jednostka rosyjskiej straży pożarnej PCz-3 dyżurująca na lotnisku wojskowym Smoleńsk-Siewiernyj (pierwsza jednostka ratownicza, która dotarła na miejsce katastrofy w 14 minut po upadku samolotu). Na filmie widoczne są m.in. płonące części maszyny i słychać odgłosy, które w mediach były różnie interpretowane, w tym jako strzały lub odgłosy detonacji amunicji.

## Działania prokuratury polskiej i rosyjskiej
W kwietniu 2010 roku Agencji Bezpieczeństwa Wewnętrznego polecono zabezpieczyć na potrzeby procesowe wersję filmu rozpowszechnioną na jednym z polskich portali internetowych. Film stał się przedmiotem badań Biura Badań Kryminalistycznych Agencji Bezpieczeństwa Wewnętrznego, a opinia na jego temat jeszcze w kwietniu 2010 roku została przesłana do Wojskowej Prokuratury Okręgowej w Warszawie. Prokuratura Generalna i Naczelna Prokuratura Wojskowa w opublikowanym wspólnie oświadczeniu ujawniły, że: 

z opinii wynika, że w nagraniach znajdują się krótkie wypowiedzi mężczyzn i kobiety w języku rosyjskim oraz wypowiedzi mężczyzn w języku polskim. Niektórych słów nie zdołano odtworzyć ze względu na dużą ilość zakłóceń oraz mały odstęp sygnału od szumu. W trakcie badań nie znaleziono dowodów na dokonywanie ingerencji w ciągłość zapisu, stwierdzono jednak fakt modyfikacji formatu nagrania i powtórny zapis do pliku. Należy zauważyć, iż materiał przekazany do badań stanowiły nagrania niskiej jakości. Zdaniem biegłych nie można wykluczyć, że nadesłane zapisy były wielokrotnie poddawane kompresji, co mogłoby spowodować zatarcie nawet bardzo widocznych śladów ingerencji w ich ciągłość. Odnośnie do ewentualnych  odgłosów wystrzałów, biegli stwierdzili, że z uwagi na występowanie silnych zakłóceń, w tym pochodzących prawdopodobnie od podmuchów powietrza, małym stosunkiem sygnału do szumu, podejrzeniem modyfikacji formatu nagrania, nie była możliwa jakakolwiek pomiarowa analiza odgłosów przypominających wystrzał.

25 maja 2010 roku Wojskowa Prokuratura Okręgowa w Warszawie skierowała do Federacji Rosyjskiej wniosek o pomoc prawną, w którym zwróciła się z prośbą o: 

Podjęcie ustaleń dotyczących okoliczności wykonania filmu, prawdopodobnie pierwszy raz zamieszczonego w Internecie na portalu „YouTube” w dniu 12.04.2010 przez osobę posługującą się pseudonimem Rastych, opisanego w języku rosyjskim jako „gorit samoliet” mp4, na którym zobrazowano teren katastrofy bezpośrednio po zdarzeniu z przebywającymi tam osobami oraz słychać dźwięki przypominające wystrzały z broni palnej. Z ustaleń polskiej prokuratury wynika, że serwis „Twitter” posiada użytkownika o pseudonimie Rastych, podpisanego jako Yura Budnyk. Według doniesień polskich mediów autorem nagrania jest dwudziestosiedmioletni Władimir Iwanow – mechanik pracujący w warsztacie samochodowym znajdującym się około 200 metrów od lotniska Sewiernyj w Smoleńsku.

Realizując wniosek, strona rosyjska przekazała nagranie 19 sierpnia 2010 roku; według Naczelnej Prokuratury Wojskowej było ono lepszej jakości, niż to znane z Internetu.  Wraz z nagraniem stronie polskiej przekazano kopie zeznań autora filmu, przesłuchanego w Rosji bez udziału polskich prokuratorów.  
Film stał się przedmiotem badań Centralnego Laboratorium Kryminalistycznego Komendy Głównej Policji. Ekspertyza została przekazana do Wojskowej Prokuratury Okręgowej w Warszawie w grudniu 2010 roku, jednak nie ujawniono wówczas wyników badań. W styczniu 2011 roku poinformowano, że zdaniem specjalistów policyjnych film nie był montowany, nie ma też śladów ingerencji w ciągłość zapisu. Ich zdaniem dźwięki, które słychać na nagraniu, przypominają wystrzały, wybuchy. Ponadto, zdaniem techników, na nagraniu nie ma ani jednego słowa wypowiedzianego w języku polskim, a wszystkie słyszalne słowa są wypowiadane w języku rosyjskim.

## Odbiór filmu
Wokół filmu, w tym personaliów jego autora, narosło wiele hipotez (jako personalia autora, oprócz imienia Kola, wymieniane były hipotetycznie różne nazwiska i pseudonimy: Rastych, Jura Budnyk, Władimir Iwanow, Władimir Safonienko, Andriej Mendierej). O filmie pisały m.in. media polskie, rosyjskie i brytyjskie. Nagranie było analizowane na dziesiątkach stron internetowych. Dyskusje w Internecie wywołał krótki moment, w którym na filmie widać przemieszczające się wzdłuż kadłuba wraku wydłużone obiekty, które według niektórych komentujących przypominają liny. W październiku 2011 roku w sieci pojawiła się animacja 3D zatytułowana A short film about… stworzona przez anonimowego blogera, która próbuje udowodnić, iż były to przesuwające się liny do transportu ciężkich ładunków; animacja ta wzbudziła zainteresowanie części mediów.
Samolot płonie został w całości przytoczony w filmie 10.04.10 autorstwa Anity Gargas (2011). Z kolei w filmie List z Polski w reżyserii Mariusza Pilisa (2010) zostały przedstawione jego fragmenty, równolegle z komentarzem autora. Fragment filmu został pokazany także w poświęconym katastrofie smoleńskiej odcinku serii Katastrofa w przestworzach pt. Śmierć prezydenta.